# Juan Carlos Gené
Juan Carlos Gené (Buenos Aires,5 de noviembre de 1929-Buenos Aires, 31 de enero de 2012) fue un actor y dramaturgo argentino, con destacada actuación gremial y política.
Fue presidente y secretario general de la Asociación Argentina de Actores, director general de Canal 7 y director general del Teatro San Martín de Buenos Aires. Fue director del Centro Latinoamericano de Creación e Investigación Teatral (CELCIT) hasta la fecha de su fallecimiento.
Algunas de las obras de la que es autor como escritor son La Raulito, Cosa juzgada, Golpes a mi puerta, El inglés, El sueño y la vigilia, Ulf, etc.

## Biografía
Nació en Bulnes 1929, en la Ciudad de Buenos Aires, en un hogar de origen radical. Asistió a colegio religioso. Tuvo dos hermanos. Su amor por el arte cree que le vino por un mucamo hijo de gallegos de una familia de guardabarreras de Mar del Plata. Se llamaba Alonso y era comunista. Alonso le leía libros: Salgari, etc.
En la década del sesenta se destacó como dramaturgo y actor, con recordados trabajos actorales en las películas Tute Cabrero y Quebracho, así como libretista de Cosa Juzgada por televisión y en cine con La Raulito. Se destacan sus trabajos actores, bajo la dirección de Carlos Gorostiza, en obras de realismo reflexivo como ¿A qué jugamos? (1968), y la célebre Los prójimos (1966) junto a Cipe Lincovsky, Walter Santa Ana y Ana María Picchio.
Debido a la dictadura militar que se instaló en Argentina en 1976 Gené debió exilarse, radicándose en Venezuela, donde residió hasta 1993. Allí fundó en 1983, el Grupo Actoral 80, integrado al CELCIT, con actores como Verónica Oddó, Héctor Manrique, Fermín Reyna y Aroldo Betancourt.
Regresó a su país en 1992 y se desempeñó como director general de Canal 7.  También fue director general del Teatro San Martín de Buenos Aires.
Dirigió el Instituto de Estudios Teatrales para América Latina, del CELCIT, con sede en Buenos Aires (Barrio de San Telmo).

## Estilo
Su obra Todo verde y un árbol lila (2007), está escrita a partir de una serie de cartas reales de un niña judía perseguida en Europa en la década del 30, que intenta desesperadamente emigrar hacia Buenos Aires, pero debido a la resistencia de las autoridades argentinas a permitir la inmigración de judíos, y que termina siendo asesinada por los nazis. En la obra Juan Carlos Gené estaba presente como autor y director, conversando libremente con el público y orientándolo sobre las circunstancias de los hechos.

## Filmografía

### Guionista
- Golpes a mi puerta (1994)
- La sal de la tierra (corto - 1990)
- Gracias por el fuego (1984)

### Libro
- Golpes a mi puerta (1994)
- La Raulito (1975)

### Actor
- Martín Fierro: la película (2007), juez de paz (voz)
- Ángel, la diva y yo (1999), actor de Ferreyros
- Golpes a mi puerta (1994)
- Los hijos de Fierro (1984)
- Quebracho (1974), Tochia
- Paula contra la mitad más uno (1971), Ice Cream
- Tiro de gracia (1969)
- Don Segundo Sombra (1969)
- La fiaca (1969)
- Tute Cabrero (1968), Carlos Parenti

## Televisión

### Guionista-escritor
- La santa (1997)
- Los hijos de los ausentes (1988)
- Los Gringos (1984) (miniserie)
- Pájaro ángel (1974)
- Alguien como usted (1973)
- Alguien como vos (1973)
- Cosa juzgada (1969)

### Actor
- Minetti (2009)
- Cosa juzgada (1969)
- Alta comedia (1965)
- Hamlet (1964/II), Polonio

## Teatro

### Autor
- Todo verde y un árbol lila (2007)
- Ritorno a Corallina (1.991)
- El sueño y la vigilia (1992)
- Memorial del Cordero asesinado (sobre Federico García Lorca) (1987)
- Ulf (1989)
- Aquel mar es mi mar, sobre textos de Federico García Lorca
- Golpes a mi puerta (1.984)
- Las delicadas criaturas del aire (sobre Federico García Lorca)
- Cuerpo presente en los naranjos (sobre Federico García Lorca) (1.988)
- La hierbabuena (sobre Federico García Lorca)
- Yo tenía un mar (sobre Federico García Lorca)
- El inglés (1974)
- ¿A qué jugamos? (1968)
- Se acabó la diversión (1967)
- El herrero y el diablo (1955)

### Dirección
- Hamlet (2010)

## Premios
- Premios ACE (2006): Mejor obra[cita requerida]
- Premios Konex (2011): Actor de Teatro

## Credo
Uno de sus escritos en el escenario.

Para mí el teatro ha sido siempre y sigue siendo la terca custodia de una luz para los hombres; para los que lo hacen y para quienes lo presencian; para quienes lo escriben y quienes lo corporizan; los que lo pueblan de técnicas y de artes que sintetizan las tareas más nobles y bellas que los hombres han realizado. Estoy, en este tiempo, amándolo y contra él. No creo en el azar como motor de la vida, sino en su misterio. Y en todo sigo viendo causa de reverencia, invitación al asombro. El teatro presenta al hombre como es, angelical y homicida, tierno y cruel. Nunca ha sido el teatro ámbito de almibaradas visiones del hombre. Y cuando tal cosa ocurrió, sus cultores cayeron en el olvido. Permite ver a los hombres desde perspectivas que nunca ofrece la realidad; nos enseña a descubrir y amar, precisamente, lo que la realidad oculta: a comprendernos, aceptarnos y también a cuestionarnos y no aceptarnos. Ése es el sentido de este oficio y es lo que da al oficiante una nobleza y una trascendencia que casi siempre ignora. El teatro es reserva de la vida, en gesto de aprecio y celebración de sí misma. Es el espacio de la dignidad del hombre.